# 千葉清藍
千葉 清藍（ちば せいらん）は、日本の女性書道家。福島県在住。VISIT Fukushima アンバサダー（2025年〜）。あったかふくしま観光交流大使（2013年〜）

## 来歴
東京都葛飾区出身。2009年福島県郡山市で初個展を開催。2010年5月から2011年8月にかけて、福島県の全59市町村（当時）を巡り書を揮毫する「福島全市町村書道の旅」を敢行した。2013年からイリノイ大学日本館をはじめ、アメリカ中西部各地の大学や高校、日本国領事館、ジャパンフェスティバル等で大文字揮毫デモンストレーションやワークショップを毎年実施している。2018年9月3日、セントルイスのミズーリボタニカルガーデンで開催されたジャパニーズフェスティバルにおいて、海外での大文字揮毫100回を達成した。

### 受賞
- 2025年　第40回記念 全国公募書道展 内閣総理大臣賞（国立新美術館展示 4月16日〜28日）
- 2024年　第39回 全国公募書道展 文部科学大臣賞（国立新美術館展示）
- 2011年　第15回 日仏現代国際美術展 入賞（大森ベルポートアトリウム展示）
- 2009年　第25回 全国公募書道展 入賞（国立新美術館展示）
- 2008年　第24回 全国公募書道展 入選（国立新美術館展示）
- 2007年　第34回 春秋全国展 入選（東京都美術館展示）

## 個展
- sumiten2018「初夢」（東京、ヒルトピアアートスクエア、2018年1月）[5]
- sumiten2017「和Japan 」（東京、ヒルトピアアートスクエア、2017年8月）[6]
- sumiten2016「しるし」（白河市 Lamp Cafe、2016年10月）
- 海外初個展（アメリカ、シカゴ、2016年9月）
- sumiten2014「生紙」（郡山市、2014年3月）
- 「会津三十三観音」（東京都葛飾区、かつしかシンフォニーヒルズ、2013年11月）
- 「会津三十三観音」（会津若松市、末廣酒造 嘉永蔵、2013年10月）
- sumiten2012「縁」（兵庫、大阪、2012年5月）主催:三菱地所株式会社
- sumiten2012「美しき、ふくしま」（東京丸の内、2012年1〜3月）主催:三菱地所株式会社
- sumiten2011「美しき、ふくしま」（郡山市、2011年6月）
- sumiten2011「美しき、ふくしま」（東京丸の内、2011年5〜9月）主催:三菱地所株式会社

- sumiten2009「動」（郡山市、2009年9〜10月）

## 主な作品
- 東京オリンピック記念碑「感謝」（福島県、2021年）[7]
- 純米大吟醸「富岡魂」（福島県富岡町、2021年）[8]
- 福島民報2019年4月2日朝刊23面　新元号決定記念カレンダー「令和」（福島民報社、2019年）
- 第45回技術士全国大会　記念Tシャツロゴ「術」（公益財団法人日本技術士会、2018年）
- ロンドン福島庭園プレート揮毫「福島庭園」（福島県、2018年）
- 東北FLOWER JETロゴマーク揮毫「東北」（ANA、2016年）
- 駅名標揮毫「郡山駅」（JR東日本 郡山駅、2015年）
- 看板揮毫「福島環境再生事務所」（環境省、2012年）

## 出演・出展・ニュース
- 「VISIT Fukushima アンバサダー就任」2025
- 「ふくしまアートウォーキングサポーター就任」2024
- 「まるごとみんなで！KFBまつり2022」YouTube【福島放送公式】ときまるTV
- 「新宿クリエイターズ・フェスタ」2017,2018[9]
- 「ふくしまのハンサムウーマン（16）」YouTube福島県公式チャンネル